# Dorsale Carnegie
La dorsale Carnegie è una dorsale oceanica asismica sulla placca di Nazca che sta andando in subduzione al di sotto della placca sudamericana.
Si ritiene che la dorsale sia il risultato del passaggio della placca di Nazca sopra il punto caldo delle Galápagos
La dorsale prende il nome da una nave da ricerca americana, il brigantino Carnegie che la scoprì nel 1929.

## Estensione
Si ritiene che la dorsale Carnegie si estenda verso est per oltre 1.000 km partendo dalle isole Galápagos e continuando fino alla fossa della Colombia-Ecuador; secondo alcuni autori continua al di sotto della parte settentrionale dell'Ecuador per altri 700 km.
L'entità della subduzione è dibattuta, perché alcuni autori ritengono che non ci sia evidenza di una subduzione al di sotto dell'Ecuador superiore a circa 60 km dalla fossa.

## Struttura
La dorsale Carnegie è costituita da crosta oceanica ispessita. Dati di riflessione e rifrazione sismica acquisiti sulla parte centrale e settentrionale della dorsale danno uno spessore della crosta di 13 km e 19 km rispettivamente per le sezioni di crosta che hanno 11 e 20 milioni di anni di età. Gli spessori del secondo strato sono simili alla normale crosta circostante, mentre si registra un ispessimento nel terzo strato.

## Storia
La formazione della dorsale Carnegie e di altre dorsali asismiche in questa parte dell'Oceano Pacifico iniziò circa 20 milioni di anni fa quando si formò il punto caldo della Galápagos, in seguito alla frattura della placca Farallon e la formazione delle due placche separate di Cocos e Nazca. Verso 19,5 milioni di anni fa la dorsale delle Galápagos si mise in movimento, cosicché la maggior parte del magmatismo del punto caldo andò ad influire sulla placca di Nazca, formando le dorsali combinate Carnegie e Malpelo.
14,5 milioni di anni fa il centro di espansione della dorsale si spostò verso sud, per cui il magmatismo a questo punto andò ad agire sulla placca di Cocos facendo staccare la dorsale Malpelo dalla Carnegie. Questa fase causò l'assottigliamento tuttora visibile sulla dorsale Carnegie tra 85° W e 87° W. 
A 9,5 milioni di anni fa la separazione tra le dorsali Malpelo e Carnegie cessò. 
La dorsale delle Galápagos si mosse ancora verso nord 5 milioni di anni fa, lasciando il punto caldo interamente all'interno della placca di Nazca, come nella situazione attuale.

## Subduzione
L'inizio della subduzione della dorsale Carnegie al di sotto della placca sudamericana è stato datato in modo diverso dai vari autori; per alcuni va posto alla metà del Miocene (15 milioni di anni fa), mentre per altri avvenne nel Pleistocene (2 Milioni di anni fa).
Per quanto ci sia accordo sul fatto che la dorsale viene subdotta, c'è poco accordo sull'effetto che questo ha sulla placca subducente o sovrascorrente. Secondo alcuni modelli la galleggiabilità associata con la crosta ispessita della dorsale ha provocato la lacerazione della subducente placca di Nazca, lasciando una sezione relativamente piatta che porta la dorsale, fiancheggiata da due sezioni con immersione ripida. La presenza di una sezione piatta non è supportata da recenti studi sugli ipocentri dei terremoti, che hanno trovato un angolo di immersione costante di circa 25°–35° fino alla profondità di 200 km.